# Хироши Кијотаке
Хироши Кијотаке (јап. 清武 弘嗣; 12. новембар 1989) јапански је фудбалер.

## Каријера
Током каријере је играо за Оита Тринита, Серезо Осака, Нирнберг, Хановер.

## Репрезентација
За репрезентацију Јапана дебитовао је 2011. године. Наступао је на Светском првенству (2014. године) с јапанском селекцијом. За тај тим је одиграо 43 утакмице и постигао 5 голова.

## Статистика
| Јапан  | Јапан   | Јапан  |
| Година | Наступи | Голови |
| ------ | ------- | ------ |
| 2011.  | 5       | 0      |
| 2012.  | 7       | 1      |
| 2013.  | 11      | 0      |
| 2014.  | 3       | 0      |
| 2015.  | 7       | 0      |
| 2016.  | 9       | 4      |
| 2017.  | 1       | 0      |
| Укупно | 43      | 5      |